# Comuna Apșița Veche, Rahău
Apșița Veche (în ucraineană Водиця, Vodîțea) este o comună în raionul Rahău, regiunea Transcarpatia, Ucraina, formată din satele Apșița Veche (reședința) și Plaiuț.

## Demografie
Componența lingvistică a comunei Apșița Veche
     Ucraineană (73,05%)
     Română (26,16%)
     Alte limbi (0,69%)
Conform recensământului din 2001, majoritatea populației comunei Apșița Veche era vorbitoare de ucraineană (73,05%), existând în minoritate și vorbitori de română (26,16%).